# Svenska favoriter
Svenska favoriter (tidigare Metro FM) var en radiostation i Stockholm i Sverige. Stationen riktade in sig från 2002 på att spela svensk musik för en äldre målgrupp på 30+. Stationen ingick i MTG Radio.
Den 25 mars 2008 meddelade MTG Radio att man skulle byta namn på stationen till P FM. Stationen skulle spela, enligt dem själva, samma musik som Sveriges Radio P4, men utan prat. P FM, som uttalades som P5, var som medier hade spekulerat om, ett aprilskämt. Istället lanserade man Star FM.  
Svenska favoriter hade ett universum (maximal möjlig räckvidd) på 1 456 000 personer. Av dessa lyssnade 4,9 procent på kanalen (Källa: RUAB I/2005).
Svenska favoriter sände på frekvensen 101,9.
Radiostationen är tillbaka i digitalradio-format och Webbradio.